# Maria Baltaga-Savițki
Maria Baltaga-Savițki , född 1854, död 1904, var en moldovansk läkare.
Hon blev 1879 den första kvinnliga läkaren i Moldavien. 